# Добрянка (Смоленская область)
Добрянка — упразднённая деревня в Хиславичском районе Смоленской области России. Находилась на территории современного Упинского сельского поселения.

## История
В 1960-е годы слилась с Упино.

## География
Расположена была в юго-западной части региона, примерно в 7-8 км к северо-западу от Хиславичей и примыкала к северной окраине деревни Упино, располагаясь на левом берегу ручья Каменка (Упино на правом).

## Инфраструктура
Было развито личное подсобное хозяйство, сельское хозяйство.

## Транспорт
Стояла вблизи автодороги 66К-25 Хиславичи — Монастырщина. В 2017 году учитывается грунтовая дорога местного значения «Упино- Добрянка» (длина — 10 м, ширина — 5 м).